# ASTMインターナショナル

ASTMインターナショナルのロゴ

ASTMインターナショナル (ASTM International) は、世界最大・民間・非営利の国際標準化・規格設定機関。工業規格のASTM規格を設定・発行している。
旧称は米国材料試験協会 (American Society for Testing and Materials)。2001年、ASTM規格が国際化したことを反映し改名した。
1898年に鉄道産業の発展に伴い、レールを製造するための鋼の規格をCharles Benjamin Dudleyらが制定したのに始まる。本部はフィラデルフィア近郊のペンシルベニア州ウェストコンショホッケン。
主に工業材料規格と試験法規格からなっている。